# Дарондо (музыкант)
Уильям Дарон Пуллиям (англ. William Daron Pulliam; 5 октября 1946 — 9 июня 2013), выступавший в 1970-х под псевдонимом Darondo, — американский соул-певец из области залива Сан-Франциско.

## Жизнь и карьера
Дарондо родился в 1946 году в Беркли, Калифония. Будучи ребенком Дарондо проявлял интерес к ритм-н-блюзу после того, как его мать купила ему гитару.
В начале своей карьеры Дарондо познакомился с джазовым пианистом Элом Тёрнером, который предложил певцу записать что-то в студии. Так был записан первый сингл «I Want Your Love So Bad», после которого Дарондо был замечен владельцем музыкального лейбла Music CIty, Рэем Добардо. Совместное сотрудничество Дарондо с Тёрнером на студии Добардо вылилось в 3 пластинки, которые были записаны с 1972 по 1974 год. Один из синглов с этих записей «Didn’t I» был продан тиражём более 35000 копий .

## Личная жизнь
В 1980-х годах Дарондо познакомился со своей женой, Прем, на Фиджи.
Дарондо умер в результате остановки сердца в 2013 году в возрасте 67 лет.

## Дискография
- Let My People Go, Ubiquity Records, 2006
- Listen to My Song, the Music City Sessions, Omnivore Recordings, 2011[9]